# Taras Șevcenko
Taras Șevcenko (în ucraineană Тарас Григорович Шевченко; n. 9 martie 1814, Morînți, uezdul Zvenigorodski⁠(d), gubernia Kiev⁠(d), Imperiul Rus – d. 10 martie 1861, Sankt Petersburg, Imperiul Rus) a fost un pictor și poet romantic ucrainean, considerat poetul național al Ucrainei. Opera sa literară este considerată ca fiind fondatoarea limbii și literaturii ucrainene moderne. A scris și în limba rusă și a creat opere valoroase ca pictor și ilustrator.
Născut ca șerb (en: serf) Șevcenko a fost eliberat în 1838, în vremea când era student la Academia de Arte din Sankt Petersburg
Universitatea din Kiev îi poartă numele.

## Biografie
Taras Șevcenko a fost al treilea copil al țăranilor șerbi Hrihorii Ivanovici Șevcenko și Katerina Iakimivna Șevcenko (n. Boiko), după sora sa Ekaterina și fratele Nikita. Stăpânul lor a fost moșierul Vasilii Engelhardt, nepot al cneazului Grigori Potiomkin. Bunicul matern al lui Taras, cu numele Boiko, provenea din Prikarpatia. Mama lui Taras a murit în 1823, iar tatăl său s-a recăsătorit cu văduva Oksana Tereșcenko, care avea ai săi 3 copii.
Taras Șevcenko a început să învețe la vârsta de 8 ani, în biserica Sf. Kiril, avându-l ca preceptor pe diaconul P. Ruban. Familia Șevcenko s-a mutat în satul Kirilivka (azi Șevcenkove) în care s-a născut tatăl lui Taras și unde acesta și-a trăit anii de copilărie. Tatăl lui Taras a murit în 1825, când Taras avea 11 ani, iar acesta a fost dat în grija unui diacon local, pentru care a lucrat ca cioban și muncitor agricol.

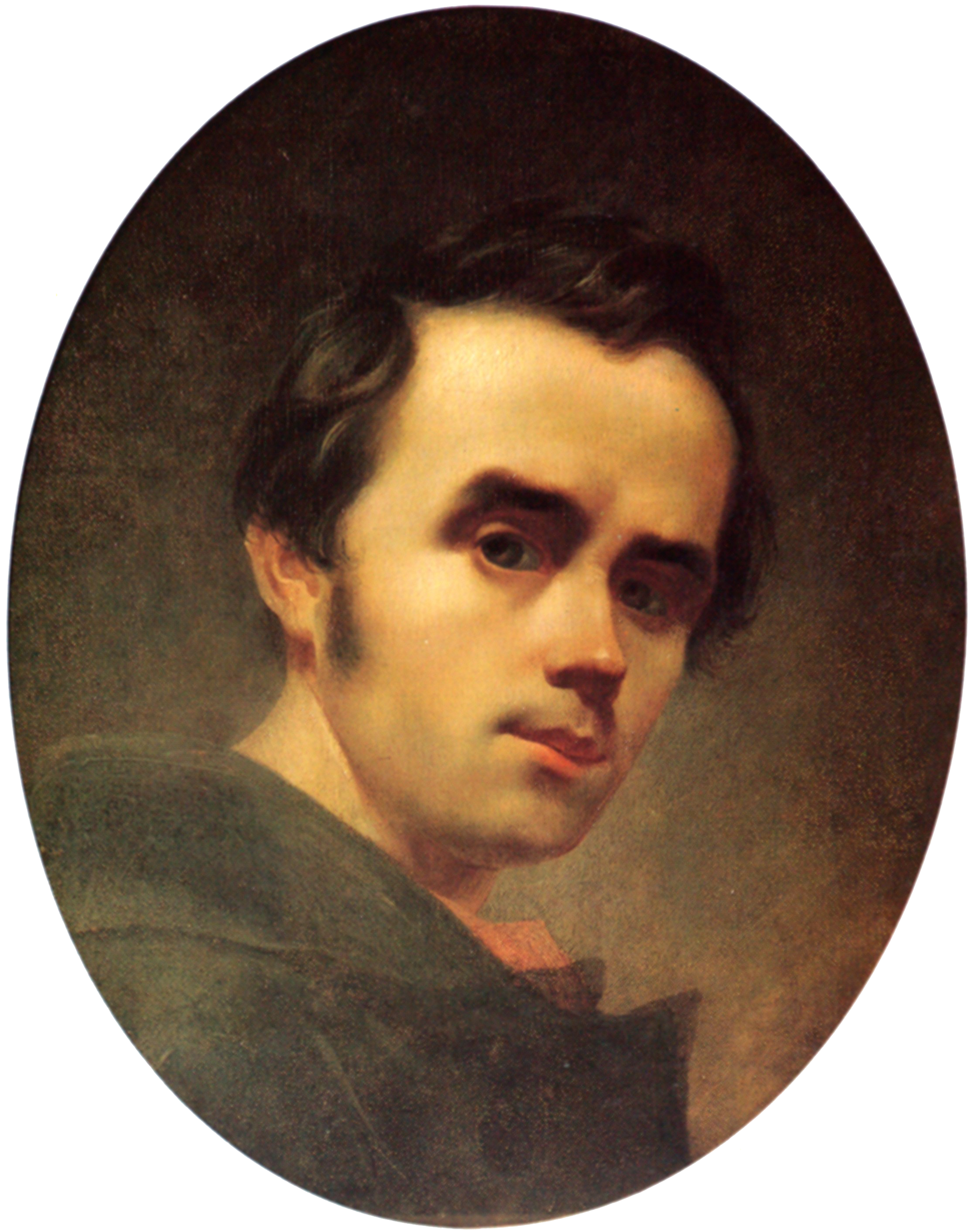
Autoportret din tinerețe

Când Șevcenko avea 14 ani, stăpânul său Pavlo V. Engelhardt (care devenise proprietarul moșiei după decesul lui Vasilii Engelhardt) a preluat instruirea lui Taras și l-a folosit ca servitor la curte. În anul 1829 Engelhardt și soția sa l-au luat cu ei pe Taras la Vilno (Vilnius), unde au locuit până în anul 1831. În 1831 familia Engelhardt s-a mutat la Sankt Petersburg, iar Șevcenko a devenit ucenic la pictorul Vasili Șiriaev, care era decorator de teatru. Aici a stat din 1832 până în 1836. În 1837 Șevcenko l-a întâlnit și s-a împrietenit cu artistul ucrainean Ivan Maksimovici Soșenko. Acesta a recunoscut repede potențialul artistic al lui Șevcednko și i-a sugerat să se înscrie la  Academia de Arte Imperială din Sankt Petersburg însă acest fapt nu-l putea face singur, fiind încă șerb/iobag. Secretarul academiei, V. I. Grigorovici  și artistul-profesor Karl P. Briullov au căutat să obțină eliberarea din iobăgie a lui Șevcenko, însă Engelhardt a cerut în schimb 2500 ruble argint. Soșenko și alții l-au convins pe Vasili A. Jukovski , tutorele țareviciului, să se alăture cauzei lui Șevcenko. În cele din urmă, la 5 mai 1838 Taras și-a obținut libertatea și s-a înscris imediat în academie ca student în atelierul  lui Briullov.
Sub influența lui Briullov, Șevcenko a devenit interesat de antichitatea clasică și a început să studieze istoria Ucrainei și literatura națională în curs de formare. În acel timp, Șevcenko a început  să scrie poezii. Cel mai timpuriu poem cunoscut este Pricinna.
Pe când locuia în Sankt Petersburg a făcut trei excursii în Ucraina, în anii 1843, 1845 și 1846, care au avut o puternică  impresie asupra sa. Atunci s-a întâlnit cu intelectuali și scriitori proeminenți ucraineni, de exemplu Hrebinka, Panteleimon Kuliș și Mihailo Maksimovici.  Fiind îndurerat de distrugerea și opresiunea țaristă a Ucrainei , Șevcenko a hotărât să capteze unele dintre monumentele culturale și ruinele istorice ale patriei sale, într-un album de gravuri pe care l-a denumit Jivopisnaia Ukraina (Ucraina pitorească, 1844).
După ce a absolvit Academia de Arte în decembrie 1845, Șevcenko a  devenit membru al Comisiei Arheografice din Kiev și a călătorit prin Ucraina condusă de Rusia, pentru a desena monumentele istorice și arhitecturale și a culege materiale folclorice și etnografice. Deși în 1857 a fost eliberat din exilul militar la fortărețele din Orenburg, Orsk și Novopetrovsk, a rămas sub supravegherea poliției până la moarte. A fost înmormântat la Sankt Petersburg, dar  după două luni, potrivit dorinței sale, rămășițele sale au fost transportat în Ucraina și re-înmormântate la Cernecea Hora (Muntele Călugărului, azi Muntele Taras) lângă Kaniv. De atunci, mormântul său a devednit un loc „sfânt” de vizitare pentru milioane de ucraineni.

## Scrieri

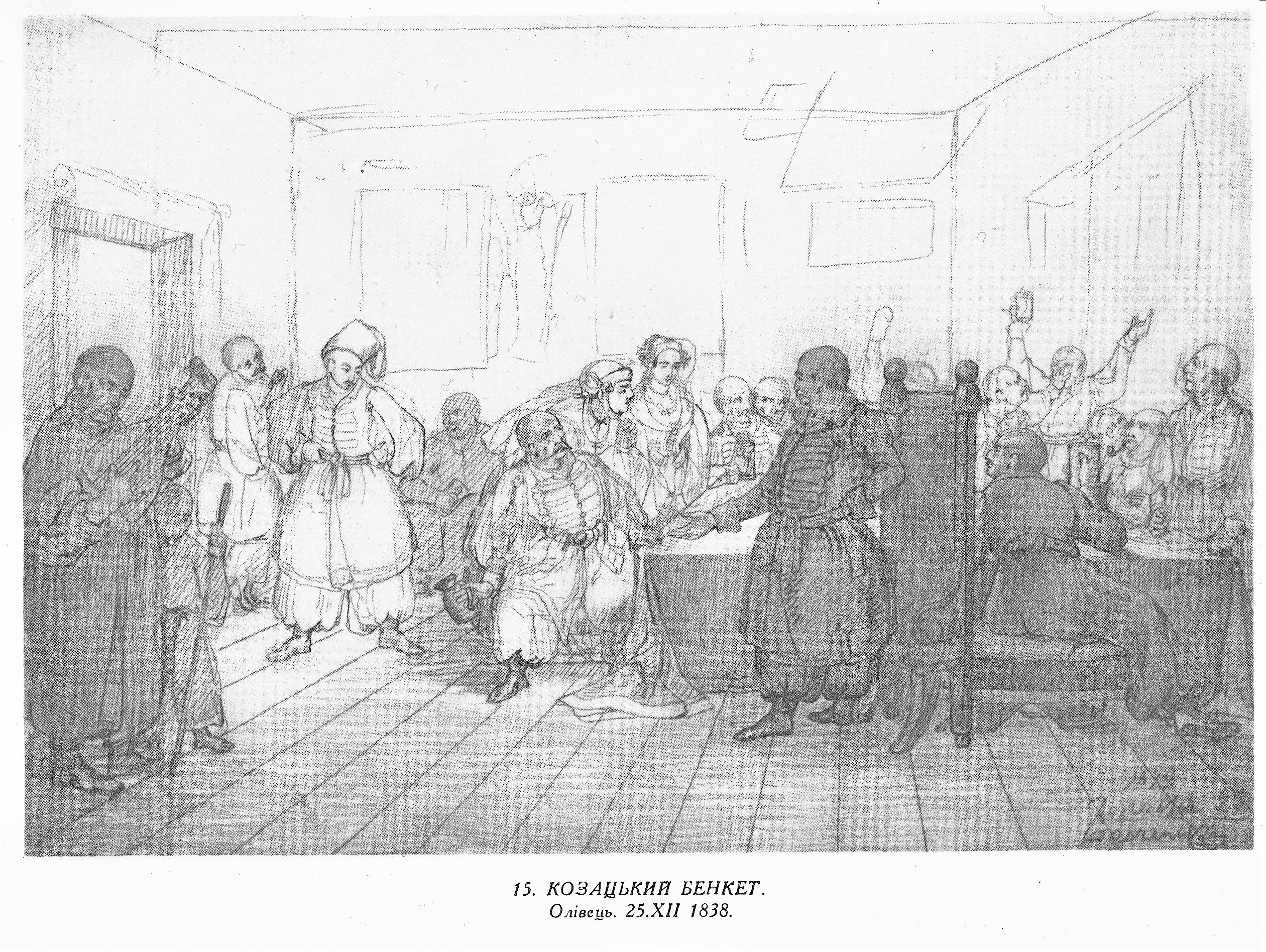
Banchet de cazaci - desen de Taras Șevcenko

Prima sa culegere de poeme intitulată Kobzar (Cobzarul) (1840) se referă la vechii rapsozi pribegi care străbăteau Ucraina cântând la cobză. Volumul conținea 8 poeme romantice și a exprimat importanța folclorică a romanticilor ucraineni, însă poeziile sale s-au îndepărtat curând de nostalgia vieții cazacilor spre o portretizare mai sumbră a istoriei ucrainene, îndeosebi în lungul poem Haidamaki (Haidamacii) (1841). Acest poem prezintă o revoltă a țăranilor și masacrul polonezilor, de la mijlocul secolului al 18-lea. Poemul Haidamaki a cimentat reputația  literară a lui Șevcenko și l-a transformat într-un gen de erou național. Atunci când Societatea secretă Sfinții Chiril și Metodiu a fost interzisă în 1847, Șevcenko a fost arestat la 5 aprile 1847 și sancționat prin exil și serviciu militar obligatoriu ca soldat,  pentru scrierea poemelor „Visul” , „Caucazul” și „Scrisoarea”, din volumul Tri lita, care satirizau oprimarea Ucrainei de către Rusia și profetizau revoluția. Deși avea interdicție de a scrie sau a picta, Șevcenko a scris clandestin câteva  poeme lirice în timpul primilor ani de exil. După eliberarea sa în 1857, poeziile sale ulterioare tratează probleme mai largi, istorice și morale, atât ucrainene cât și universale. A scris și povestiri realiste cu caracter social și înclinare spre pitoresc („Viață de artist"). Multe dintre poemele lui Șevcenko au fost transpuse în muzică de compozitori ucraineni și ruși, cum sunt Musorgski, Ceaikovski și Rahmaninov.

### Traduceri în limba română
- Cobzarul, trad. de Victor Tulbure, Prefață de Dan Horia Mazilu, Editura Univers, București, 1989

## In memoriam
Taras Șevcenko apare pe bancnota de 50 de ruble transnistrene (emisiunea 2007).

## Galerie

Bustul poetului ucrainean Taras Șevcenko din Negostina, Suceava (România)
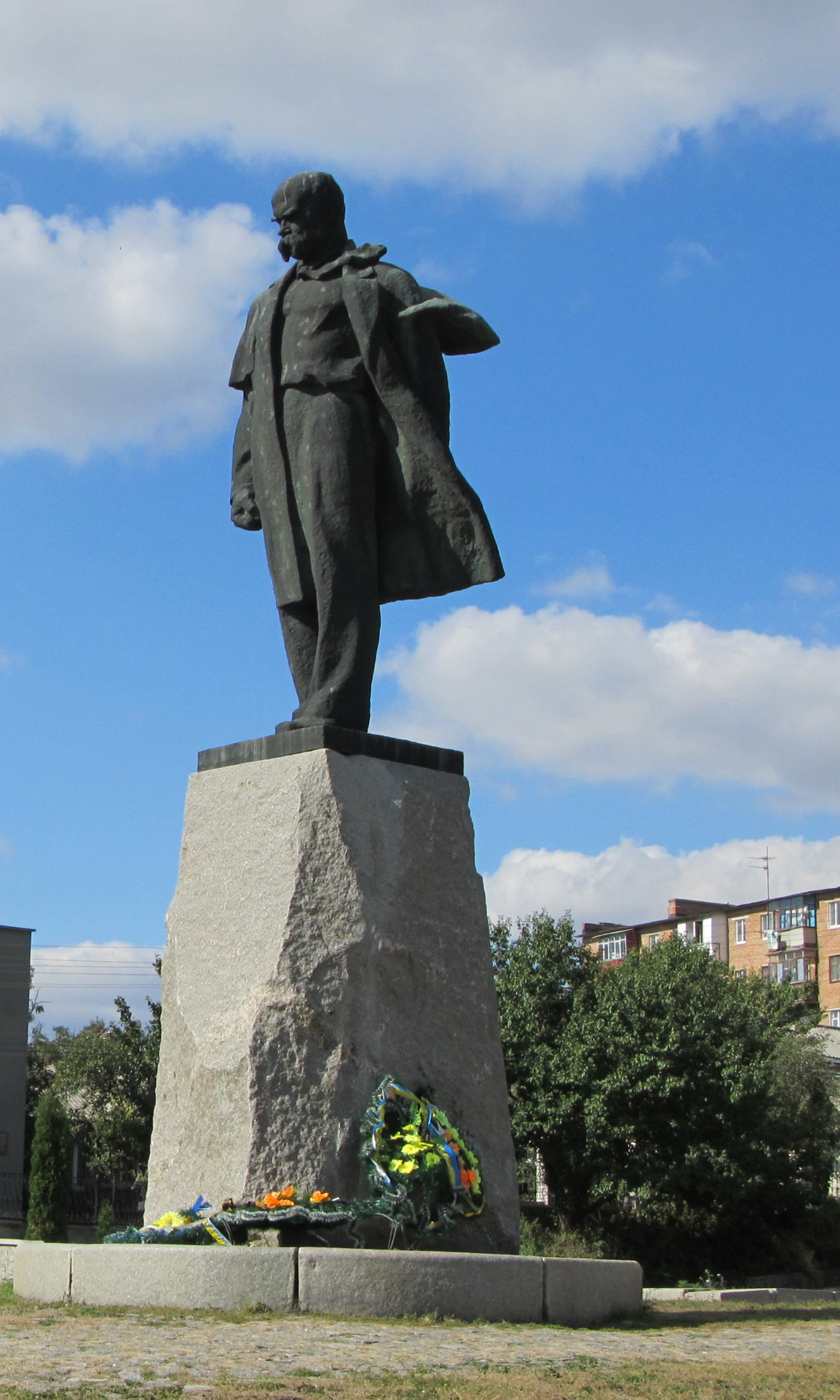
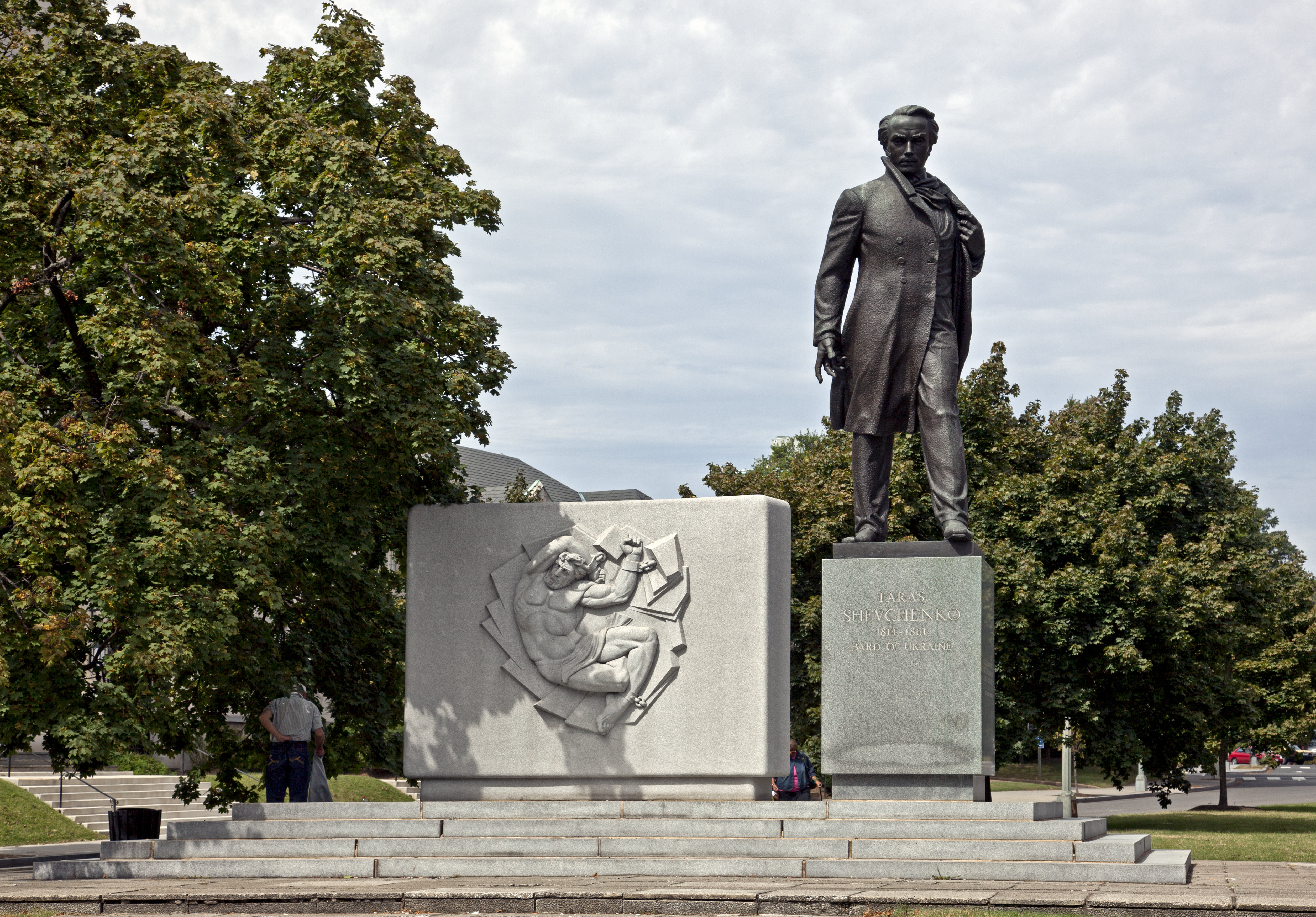
Memorialul lui Taras Șevcenko din Washington, D.C.
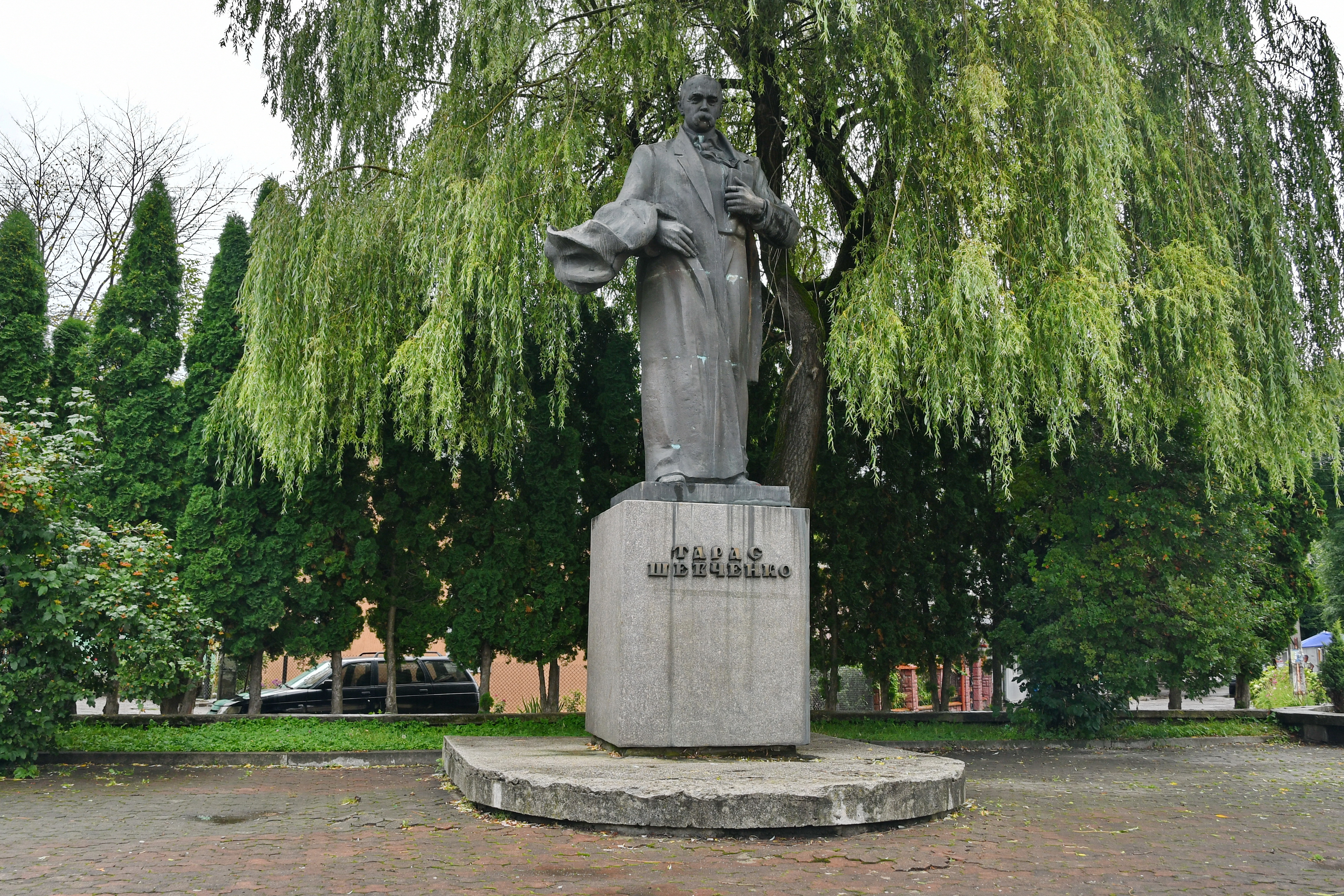
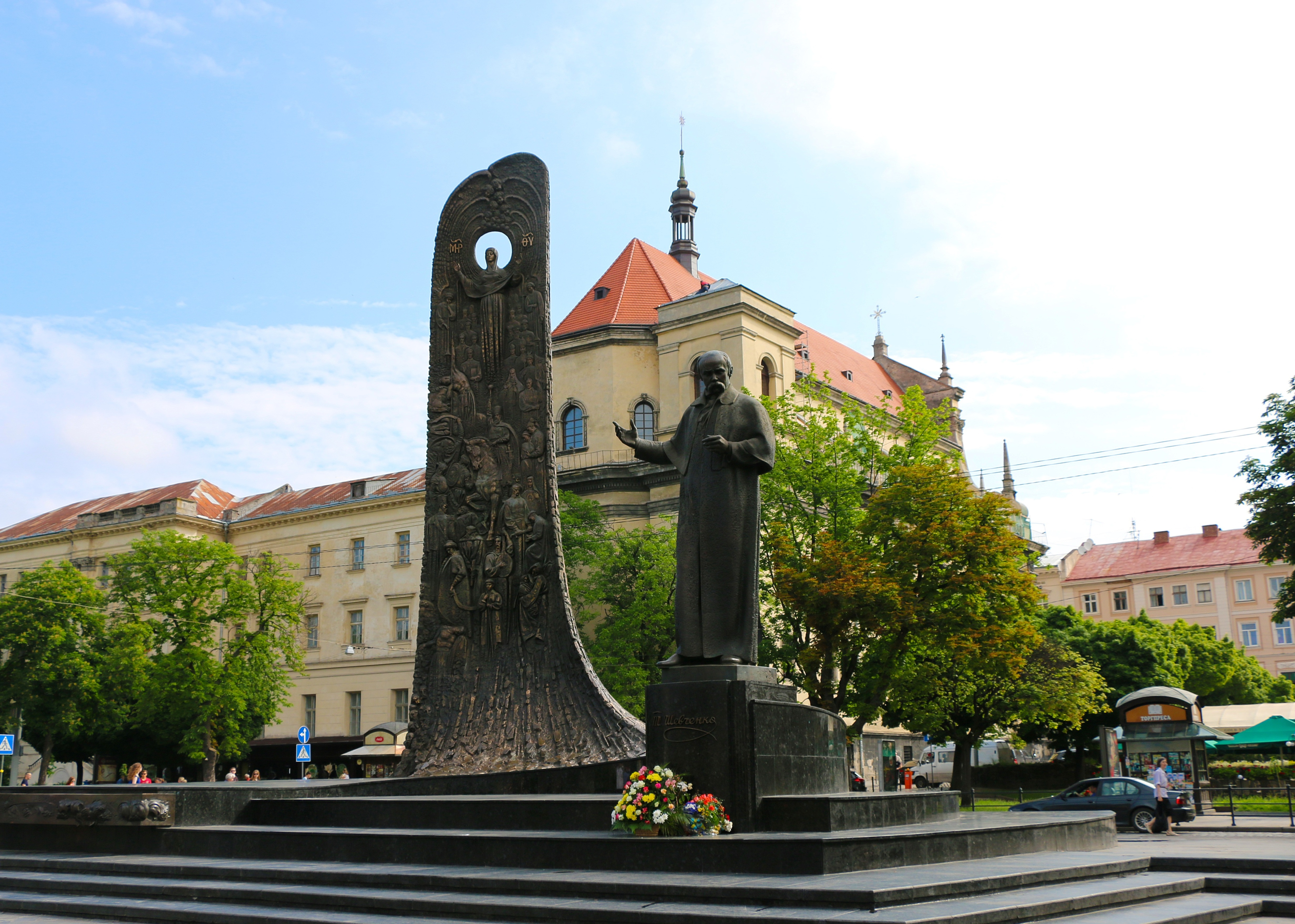
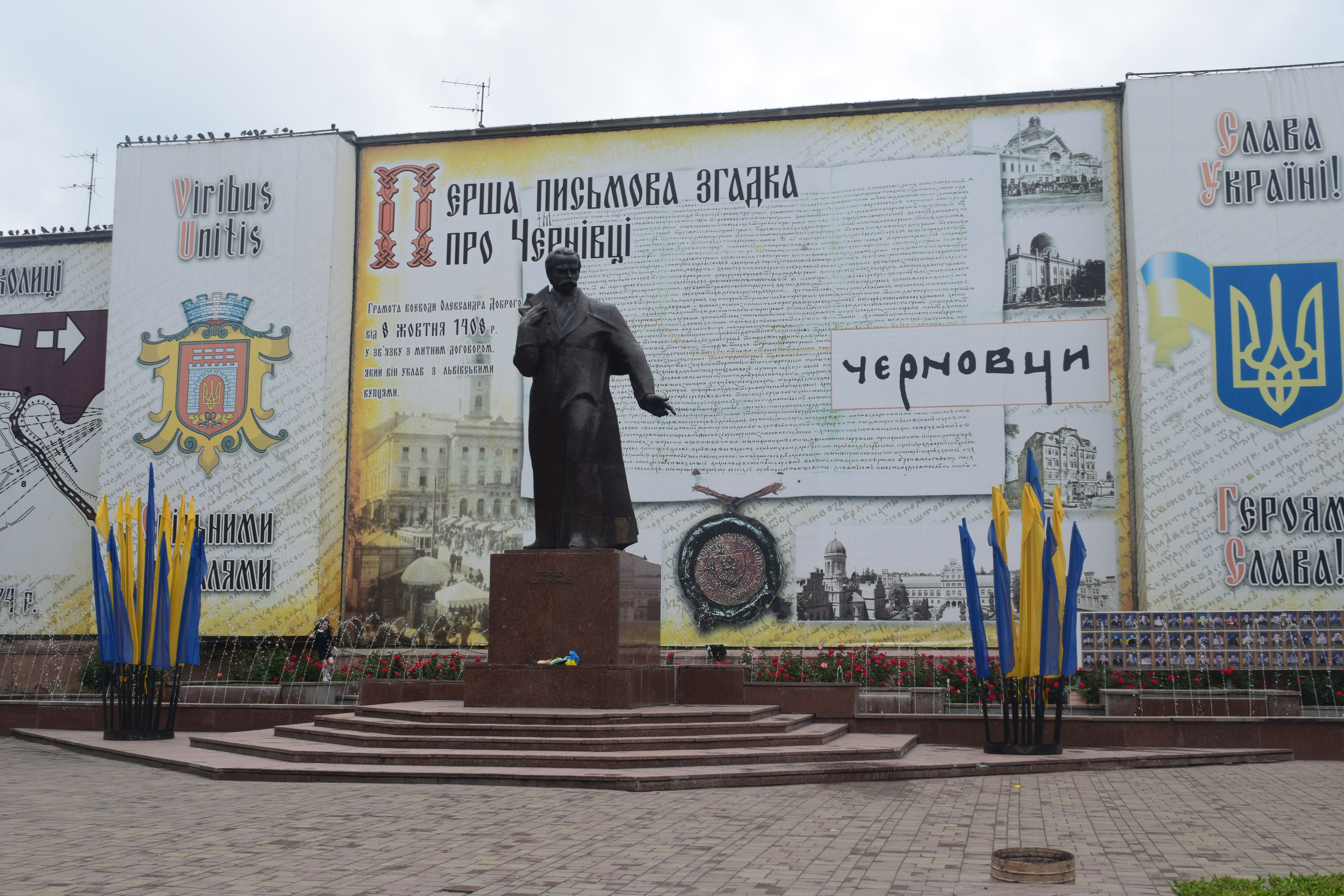
Statuia lui Șevcenko din Cernăuți
Statuia lui Șevcenko din Roma
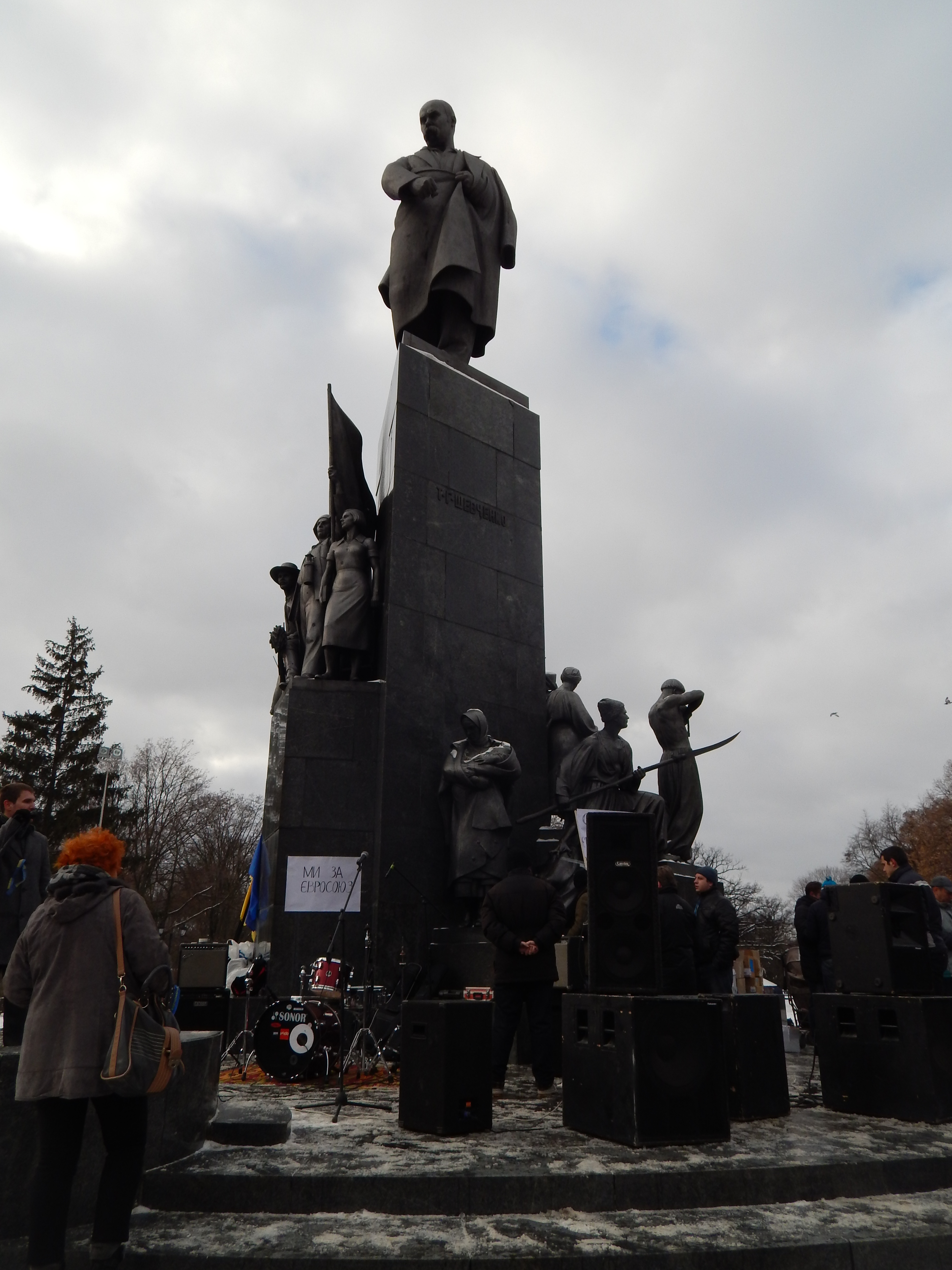
Statuia lui Șevcenko din Harkov
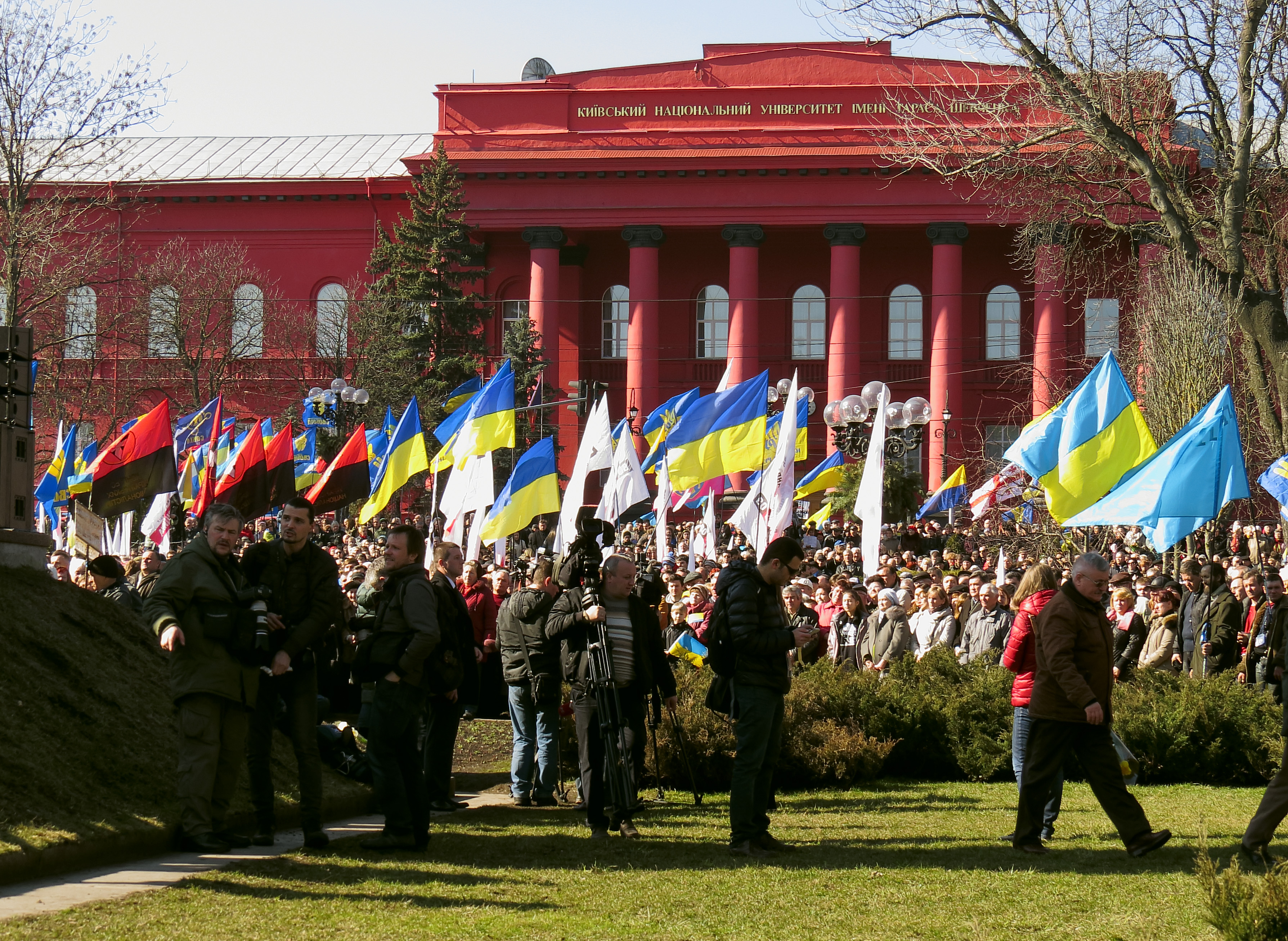
Aniversarea a 200 de ani de la nașterea lui Taras Șevcenko - Universitatea din Kiev